# Meningoza

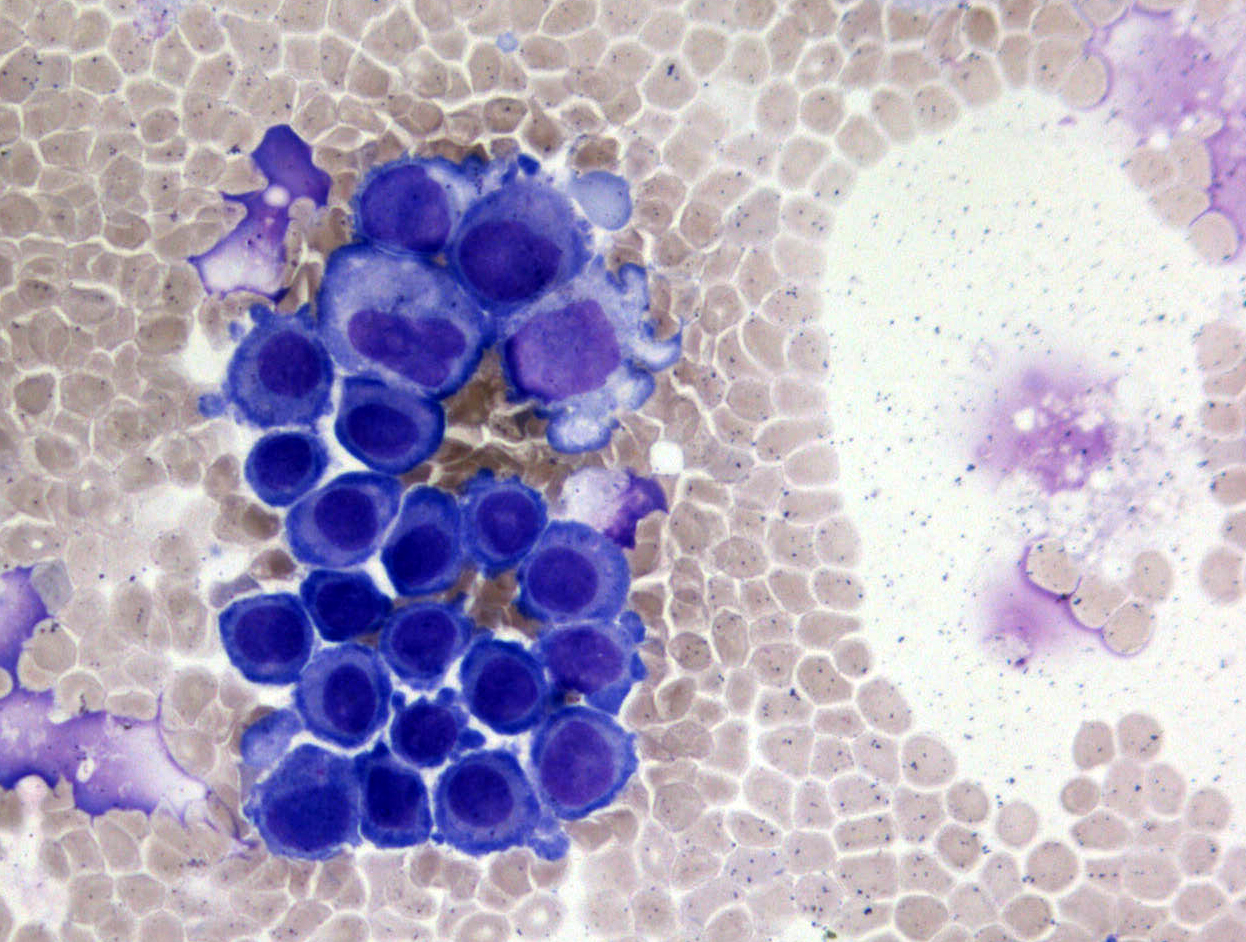
Nowotworowe zapalenie opon mózgowo-rdzeniowych: wykrycie komórek guza w płynie mózgowo-rdzeniowych pochodzącym z punkcji lędźwiowej u pacjenta z rakiem płuc. Barwienie centryfugatu komórek metodą Papenheima

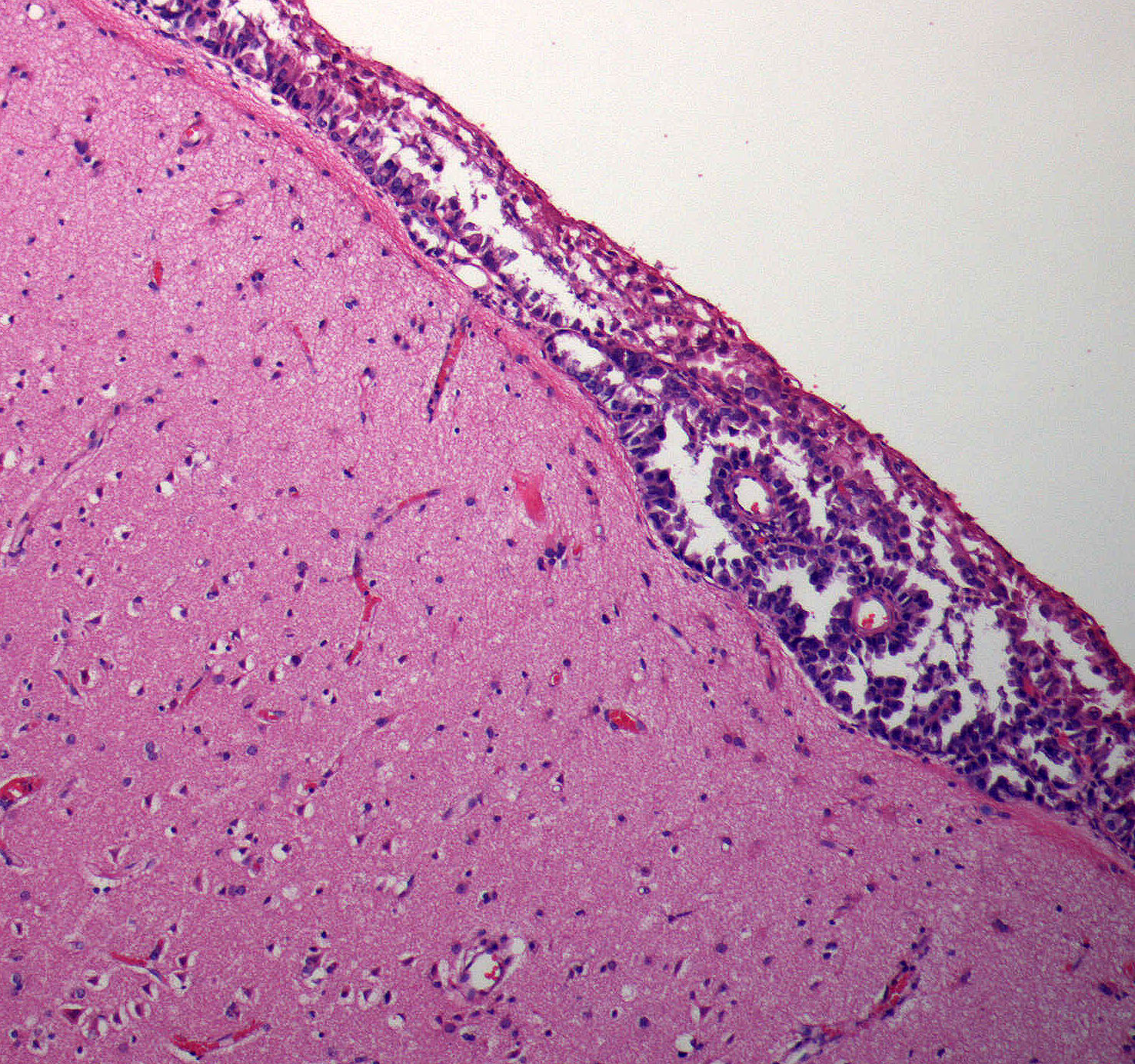
Nowotworowe zapalenie opon mózgowo-rdzeniowych: wykrycie komórek nowotoworowych w warstwie podpajęczynówkowej bioptatu. Barwienie hematoksyliną i eozyną.

Meningoza lub karcynomatoza opon mózgowych (łac. carcinomatosis) – izolowane zajęcie opon mózgowo-rdzeniowych przez nowotwór pochodzący spoza układu nerwowego. Występuje u 5–10% chorych na chorobę nowotworową. Największe powinowactwo do zajmowania opon mózgowych mają przerzuty z raka sutka, płuca, czerniaka oraz chłoniaki i ostre białaczki limfoblastyczne. 
Rozpoznanie przerzutów do opon mózgowych opiera się na badaniu płynu mózgowo-rdzeniowego, w którym obserwuje się podwyższone stężenie białka, komórki nowotworowe i czasem także niskie stężenie glukozy. Badaniem TK i MR nie można wykluczyć meningozy, jednakże można uwidocznić lite przerzuty do mózgu oraz obrzęk stanowiący przeciwwskazanie do nakłucia lędźwiowego. Ponadto stwierdza się obrzęk tarcz nerwów wzrokowych, niedowłady, niekiedy objawy oponowe oraz bóle korzeniowe i osłabienie odruchów głębokich – w przypadku procesu zlokalizowanego w obrębie opon kanału kręgowego. Chory może skarżyć się na ból głowy. Mogą wystąpić także zaburzenia świadomości. 
Leczenie polega na chemioterapii ogólnej i dokanałowej lub radioterapii.